# Dorcopsis luctuosa
Dorcopsis luctuosa é uma espécie de marsupial da família Macropodidae. Endêmica da Nova Guiné.